# Pŏpchu sa
Pŏpchu sa (법주사 Dom sutr) – koreański klasztor buddyjski. Jeden z głównych klasztorów szkoły Chogye.

## Historia klasztoru
Klasztor został zbudowany przez mnicha Uisina w roku 553, po jego powrocie z Indii. Przywiózł on ze sobą olbrzymią liczbę sutr, które były przechowywane w tym klasztorze. Dlatego nazwał go Pŏpchu, czyli Dom sutr. Cały kompleks, wybudowany na południowo-zachodnich zboczach góry Songni, składał się z ponad sześćdziesięciu budynków, a w okolicy było ponad siedemdziesiąt pustelni. Praktykowało tu 3000 mnichów. Klasztor ten należał wówczas do szkoły Pŏpsang.
W XII wieku król Korei zebrał w klasztorze 30000 mnichów na zbiorowych modłach w intencji wyzdrowienia Narodowego Nauczyciela Taegaka Ŭich'ŏna. Do dziś przetrwał olbrzymi żelazny garnek, w którym gotowano jedzenie.
Później świątynia ta stała się klasztorem szkoły sŏn. W czasie japońskiej inwazji w 1598 r. mnich Pyŏgam Kaksŏng z tego klasztoru, stał się jednym z przywódców mnichów ochotników walczących z Japończykami. Ponownie stanął do walki w czasie inwazji Jingów w 1636 roku. Odbudował zniszczony klasztor Pŏpchu i wiele innych.
Obecnie klasztor znajduje się w Narodowym Parku góry Songni. Prowadzi się tu praktyki poświęcone Maitrei.
Jest parafialnym klasztorem szkoły chogye, który zarządza 59 innymi klasztorami.

## Obiekty
- Kamienna latarnia z dwoma lwami – Skarb Narodowy nr 5
- Posąg złotego Maitrei 33-metrowej wysokości
- Pięciokondygnacyjna stupa Palsangjŏn
- Kamienny zbiornik na wodę – Skarb Narodowy nr 64

## Adres klasztoru
- 267-1 Sanae-ri, Songnisan-myeon, Boeun-gun, Chungcheongbuk-do, Korea Południowa

## Galeria

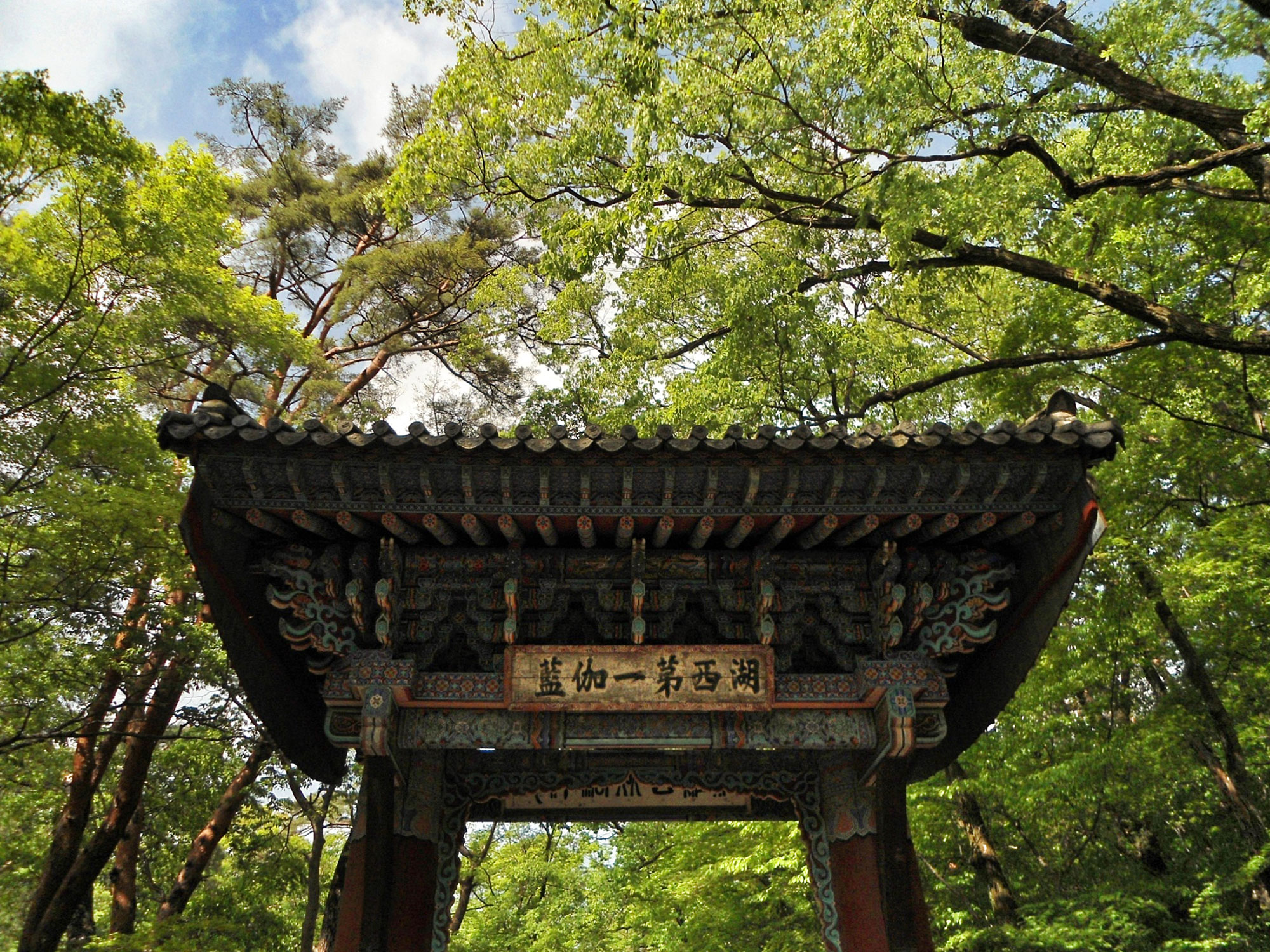
Wejście
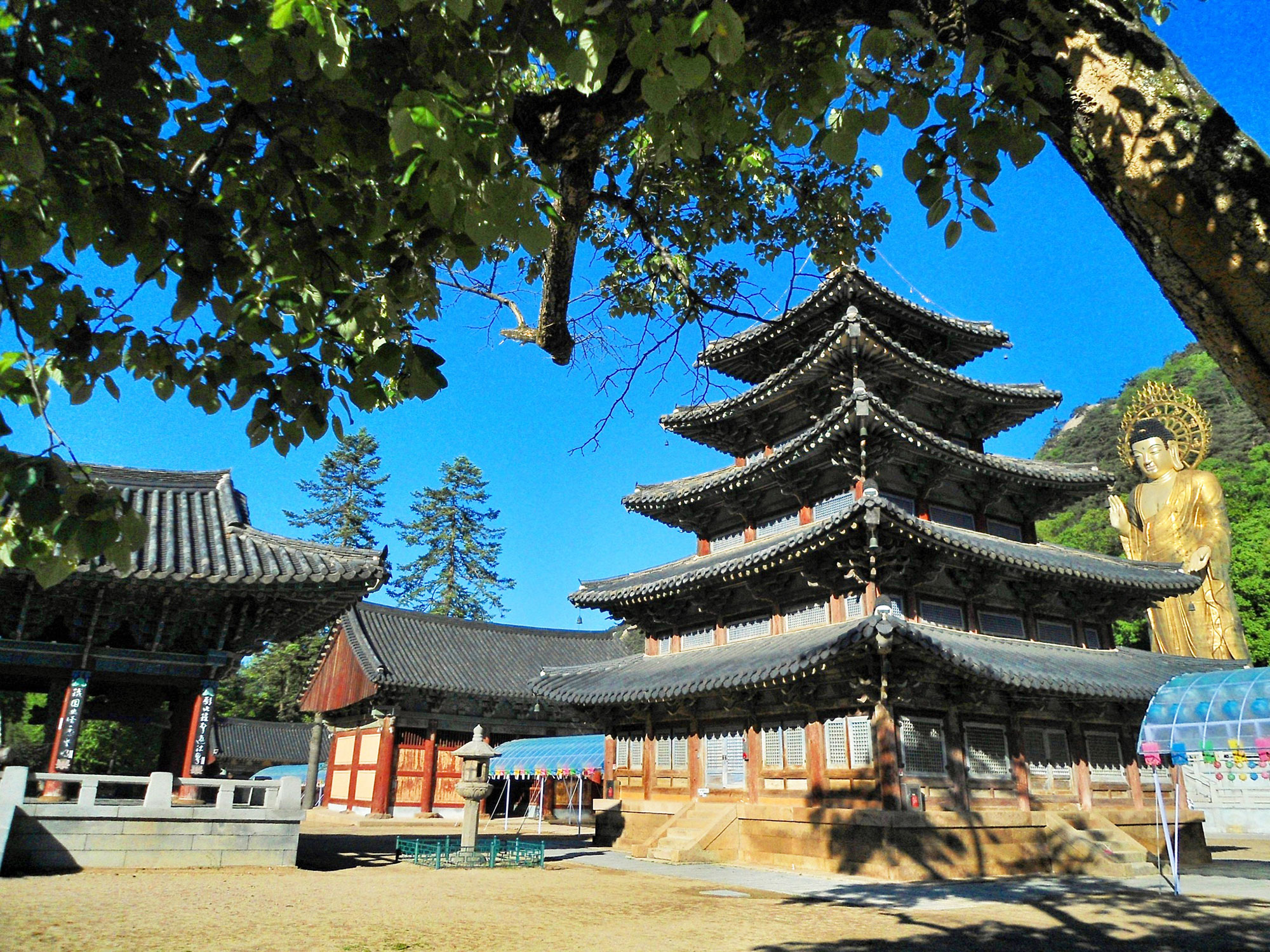
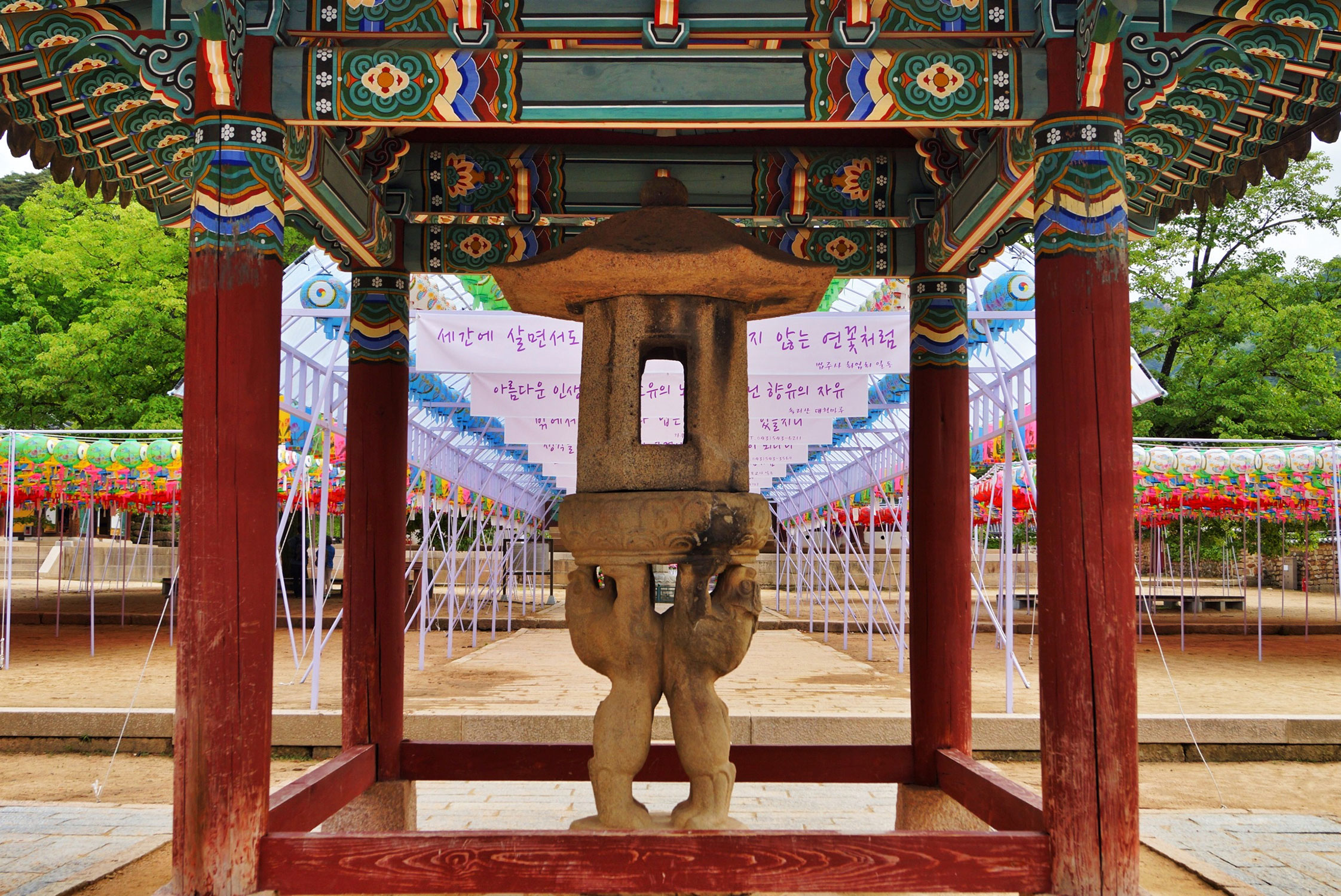
Latarnia z dwoma lwami (Ssangsajasŏkdŭng)
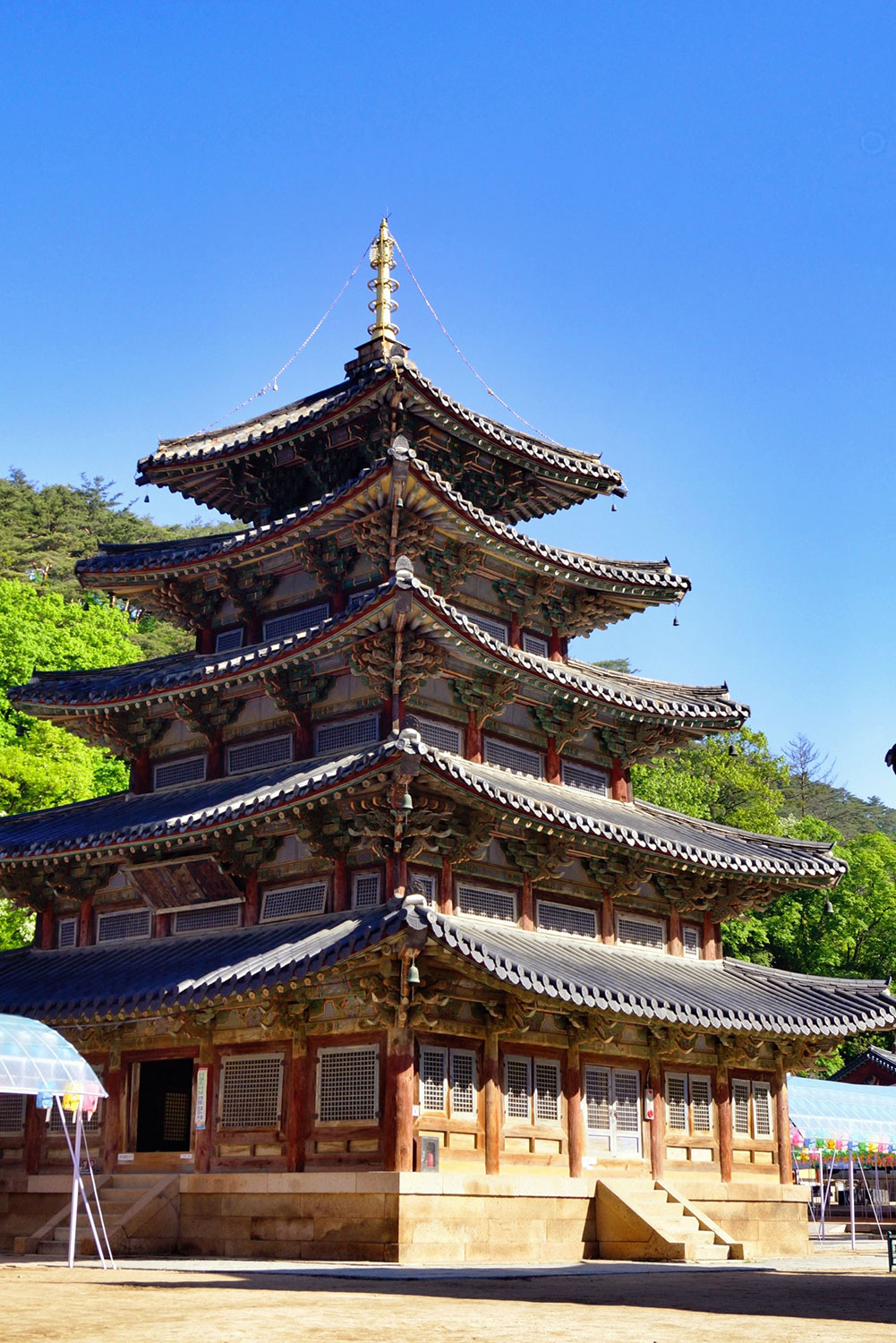
Pięciokondygnacyjna stupa (Palsangjŏn)
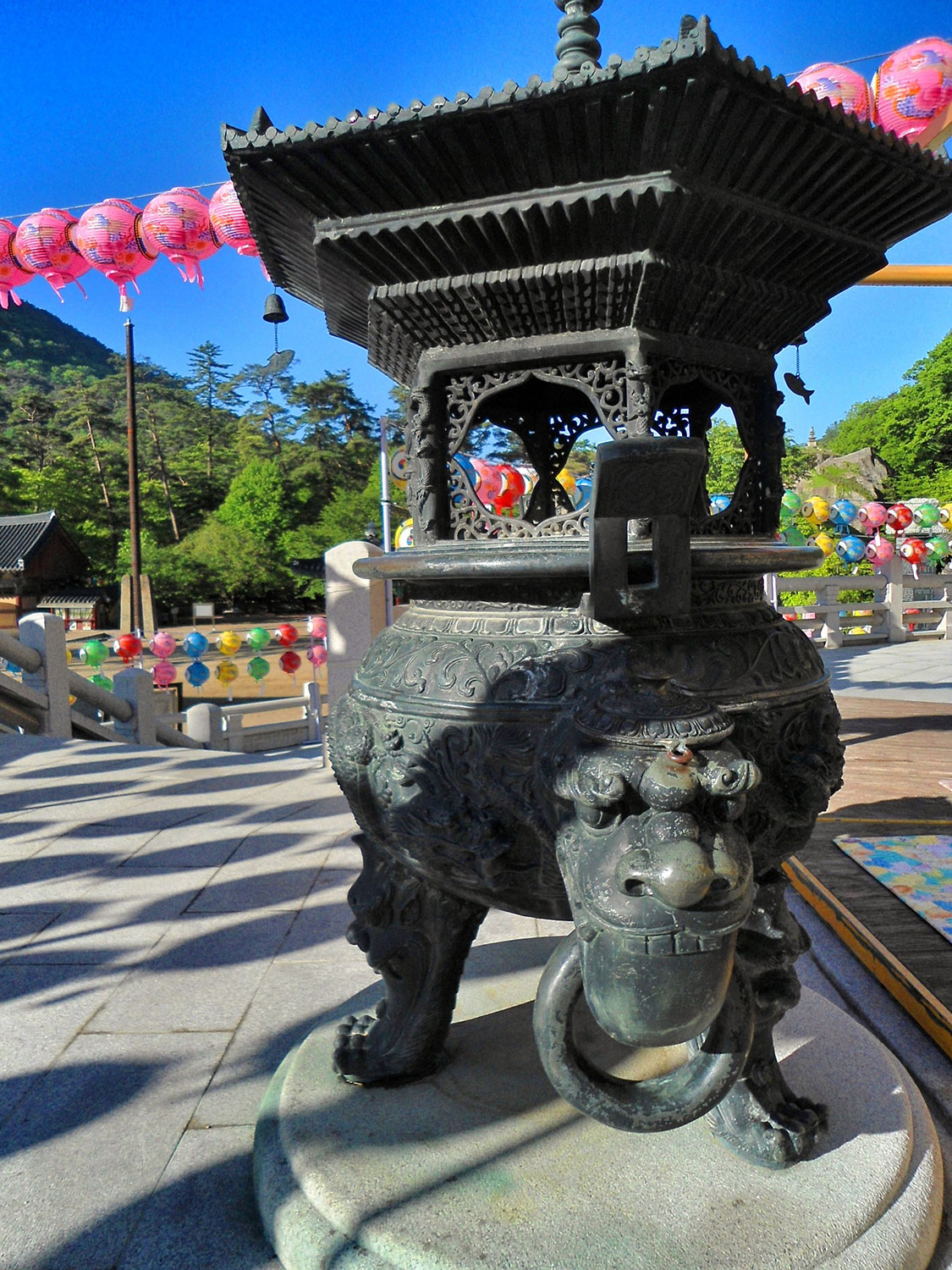
Latarnia
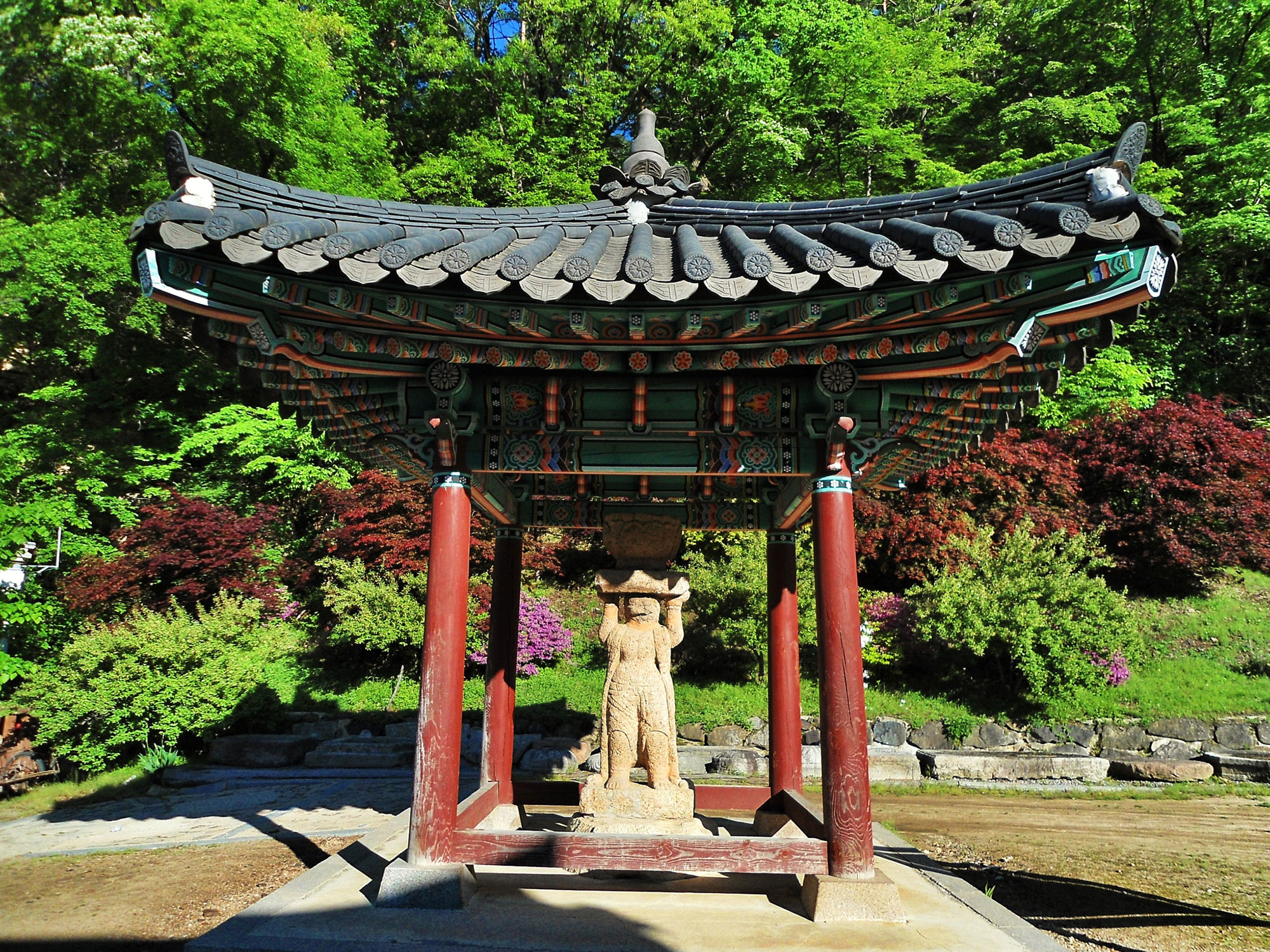
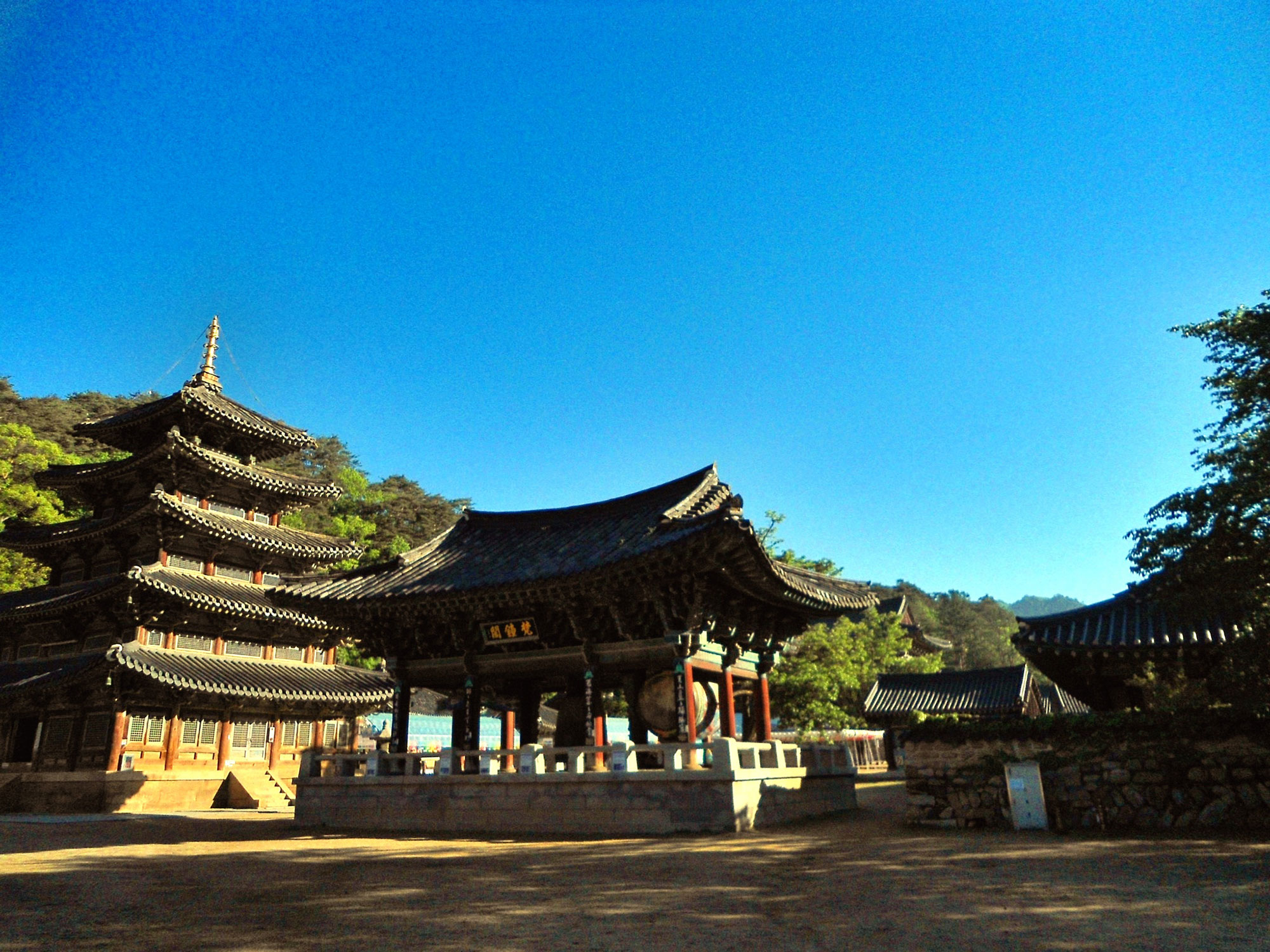
Wieża bębna
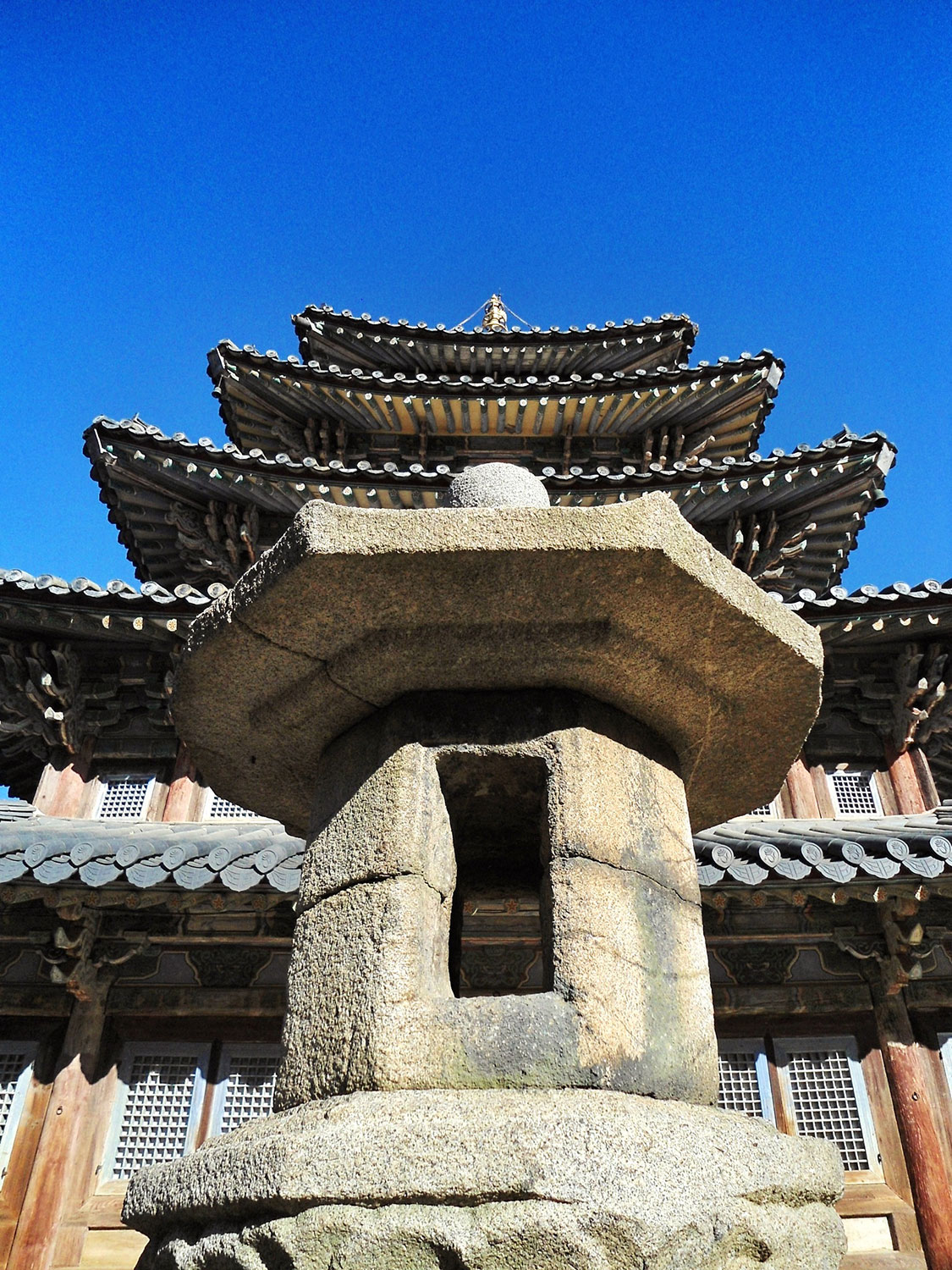
Kamienna latarnia
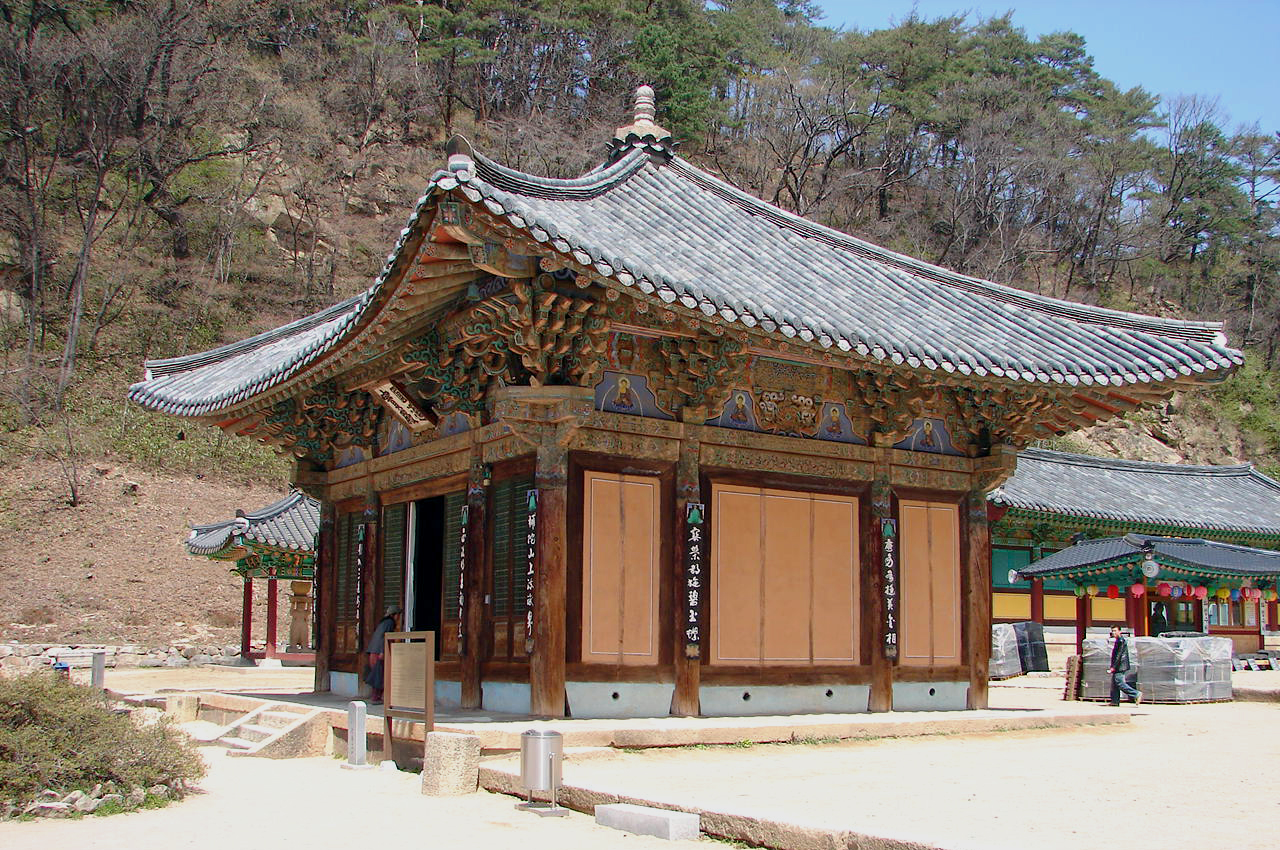
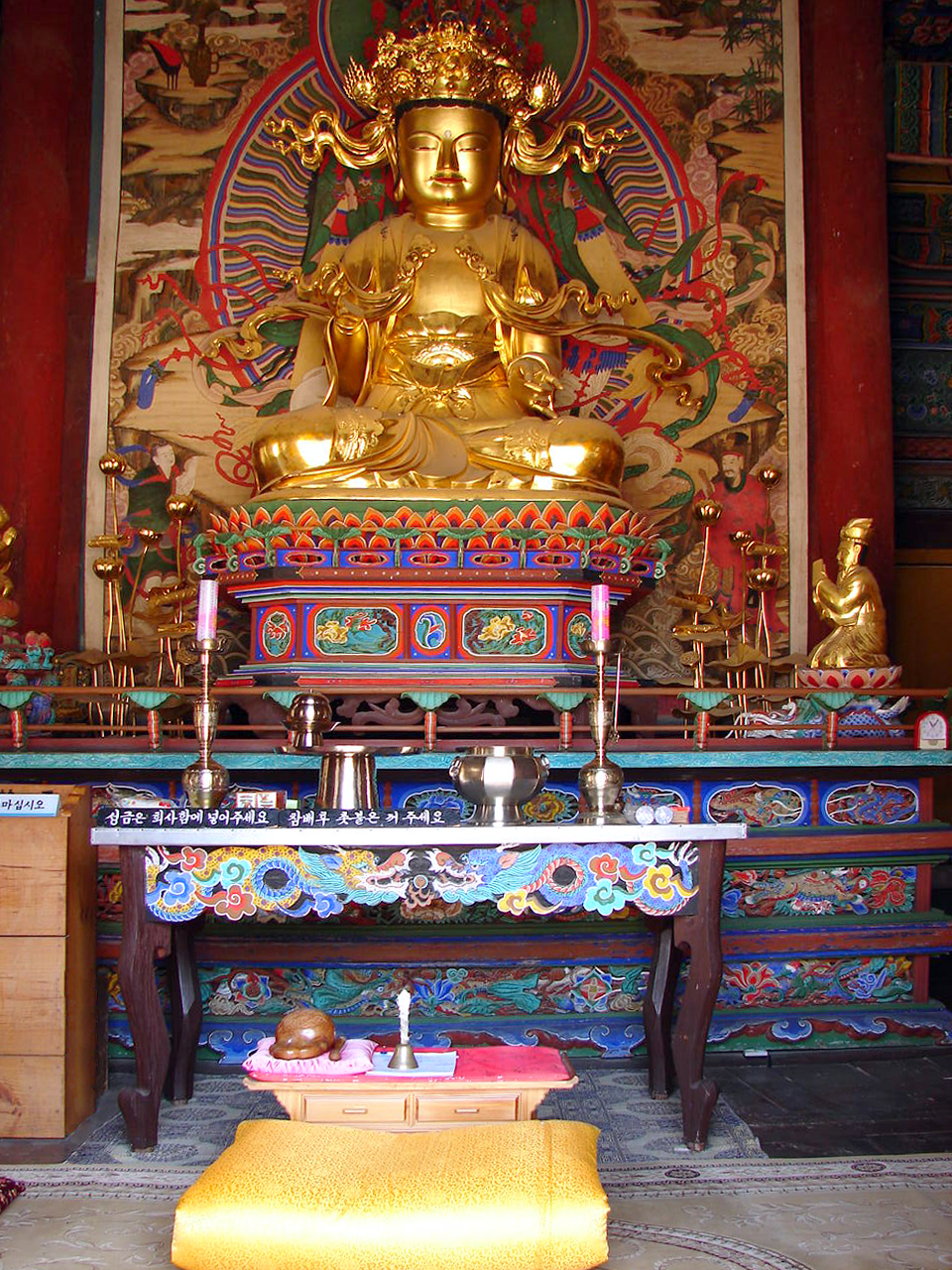
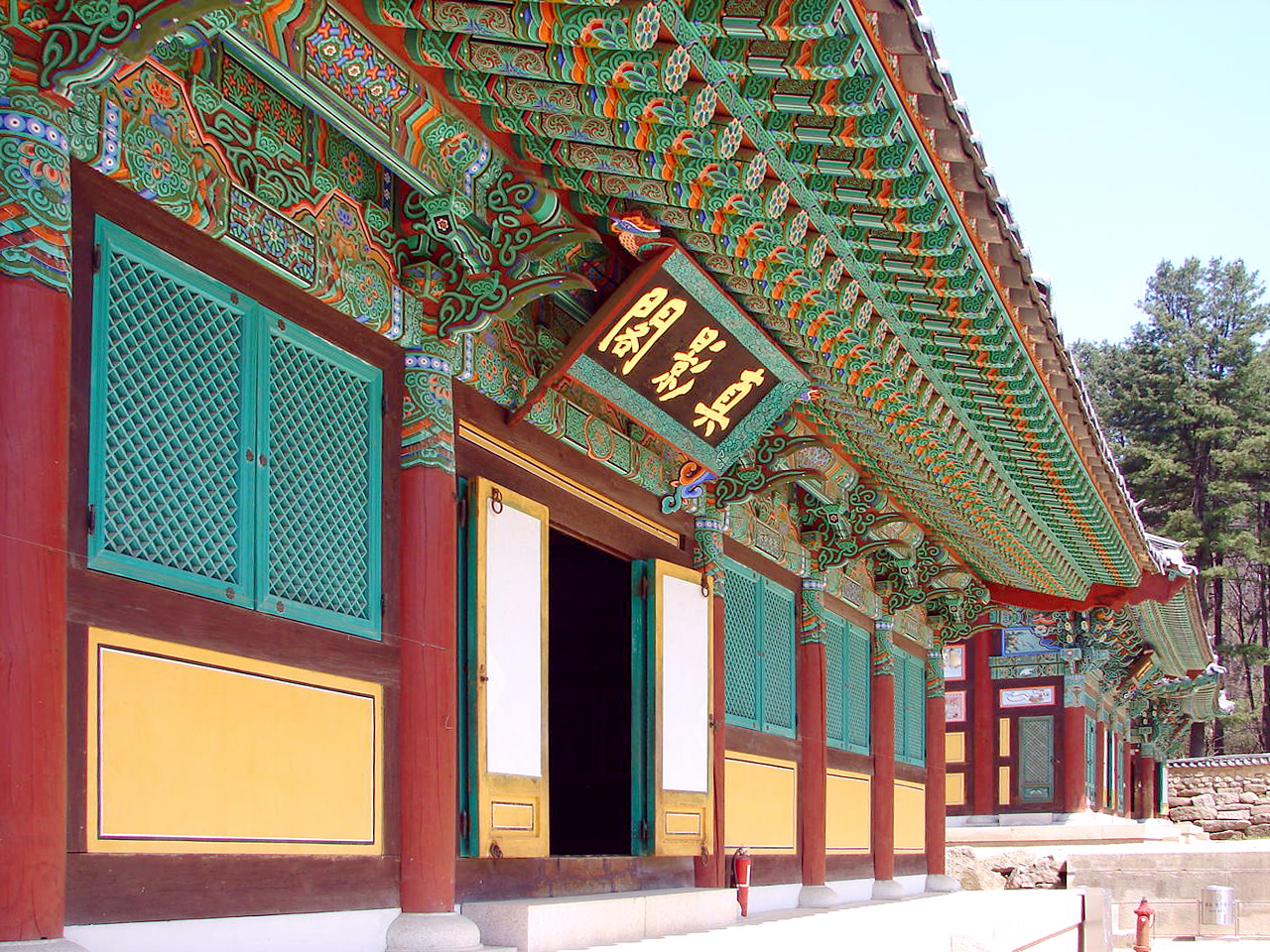
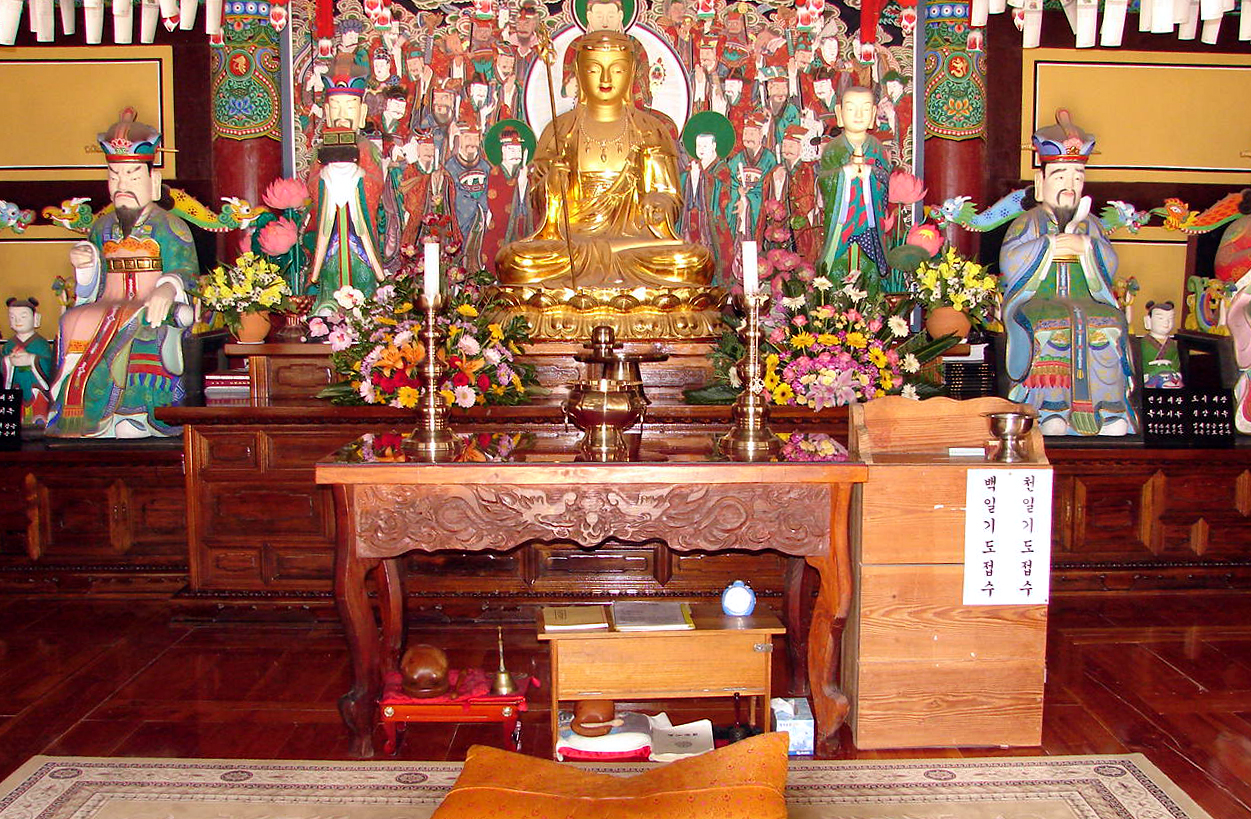
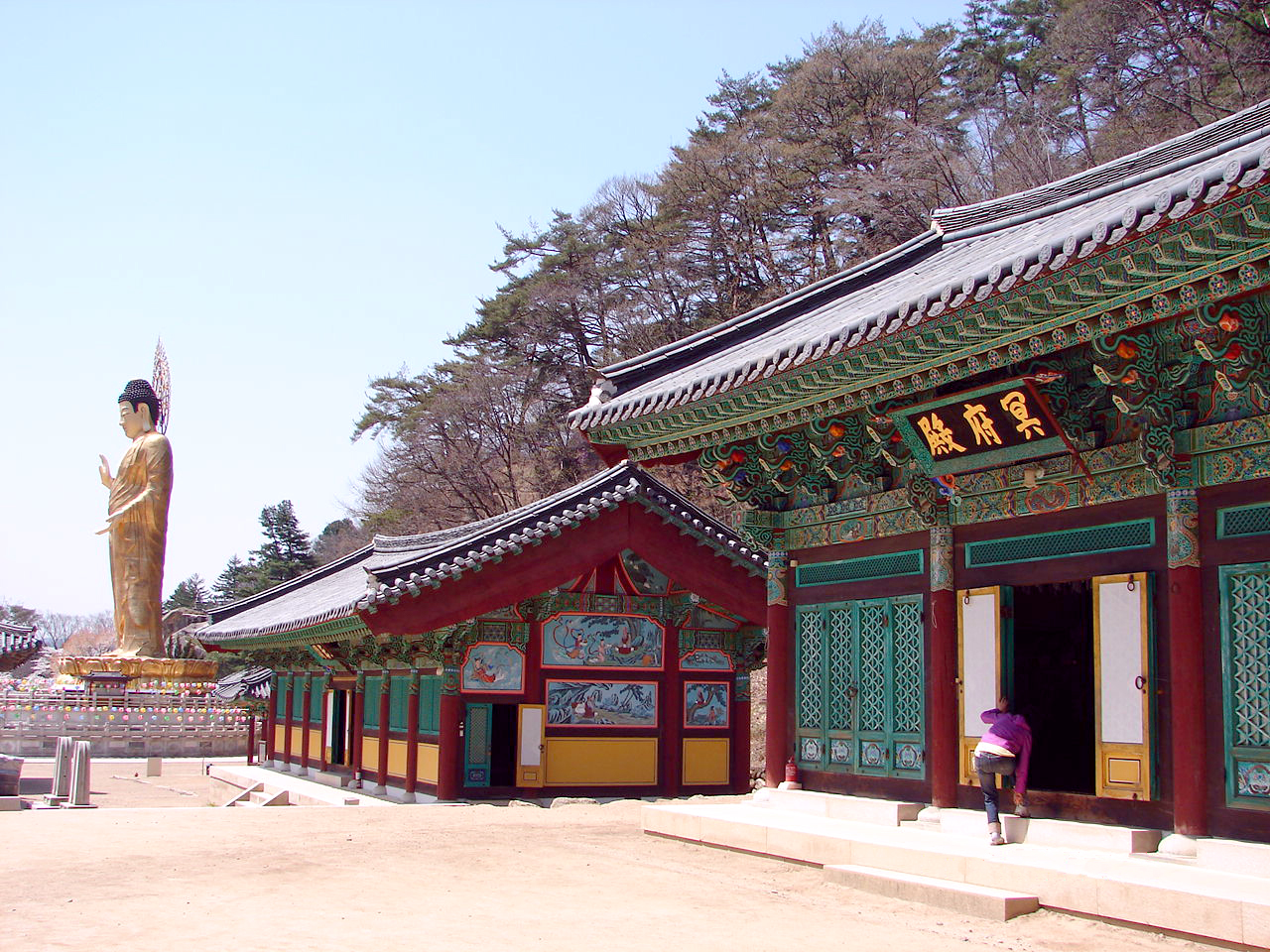
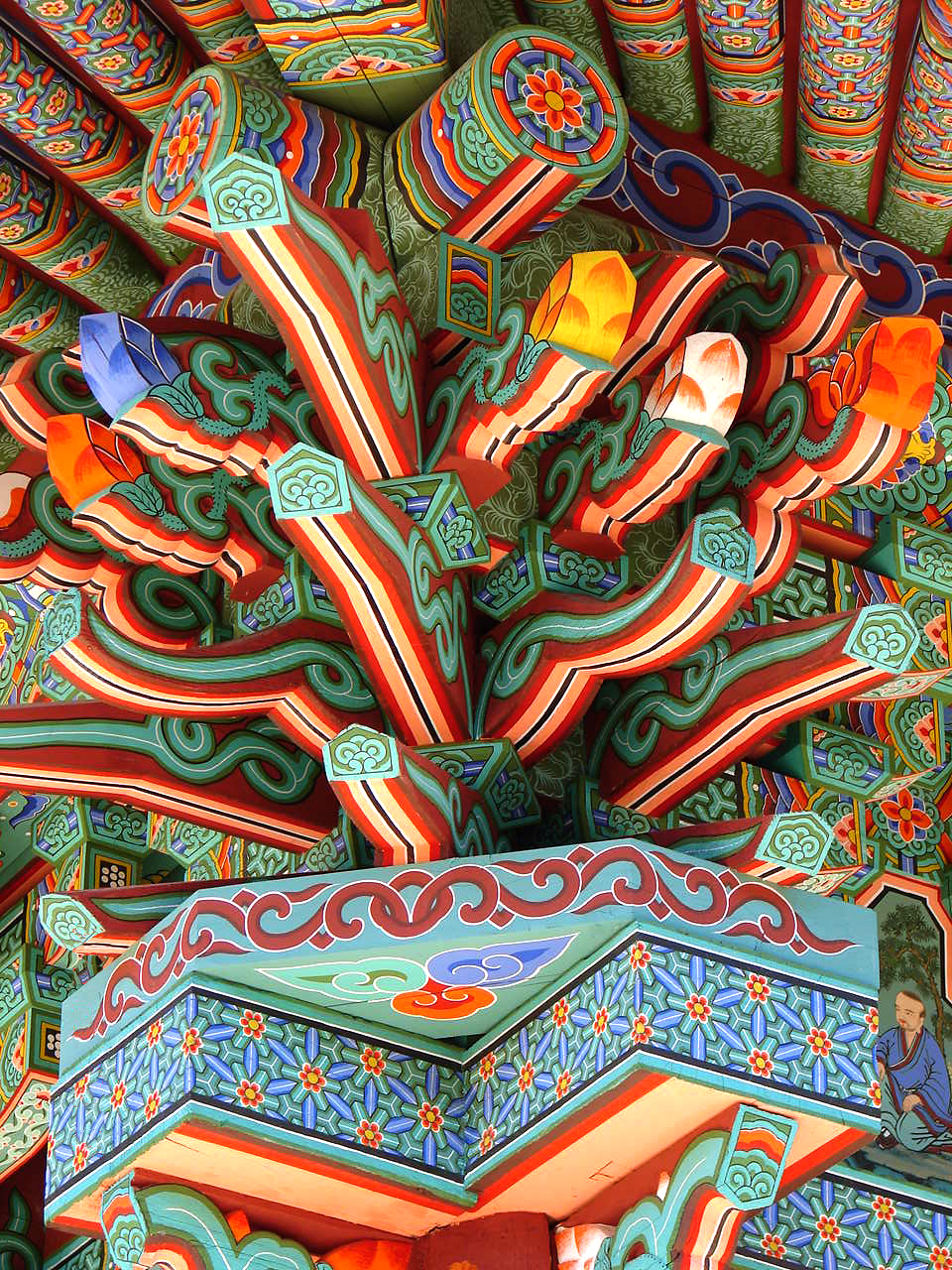
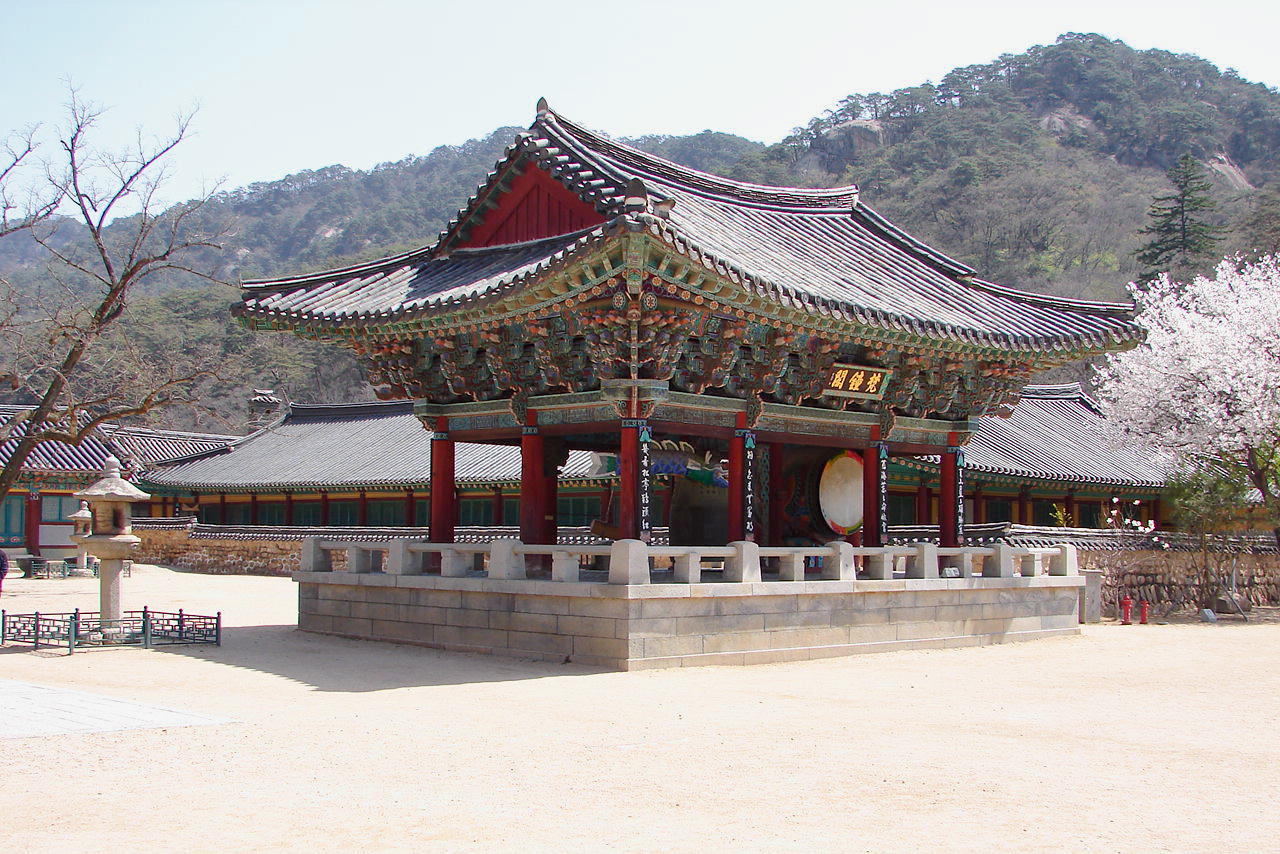
Wieża (pawilon) dzwonu
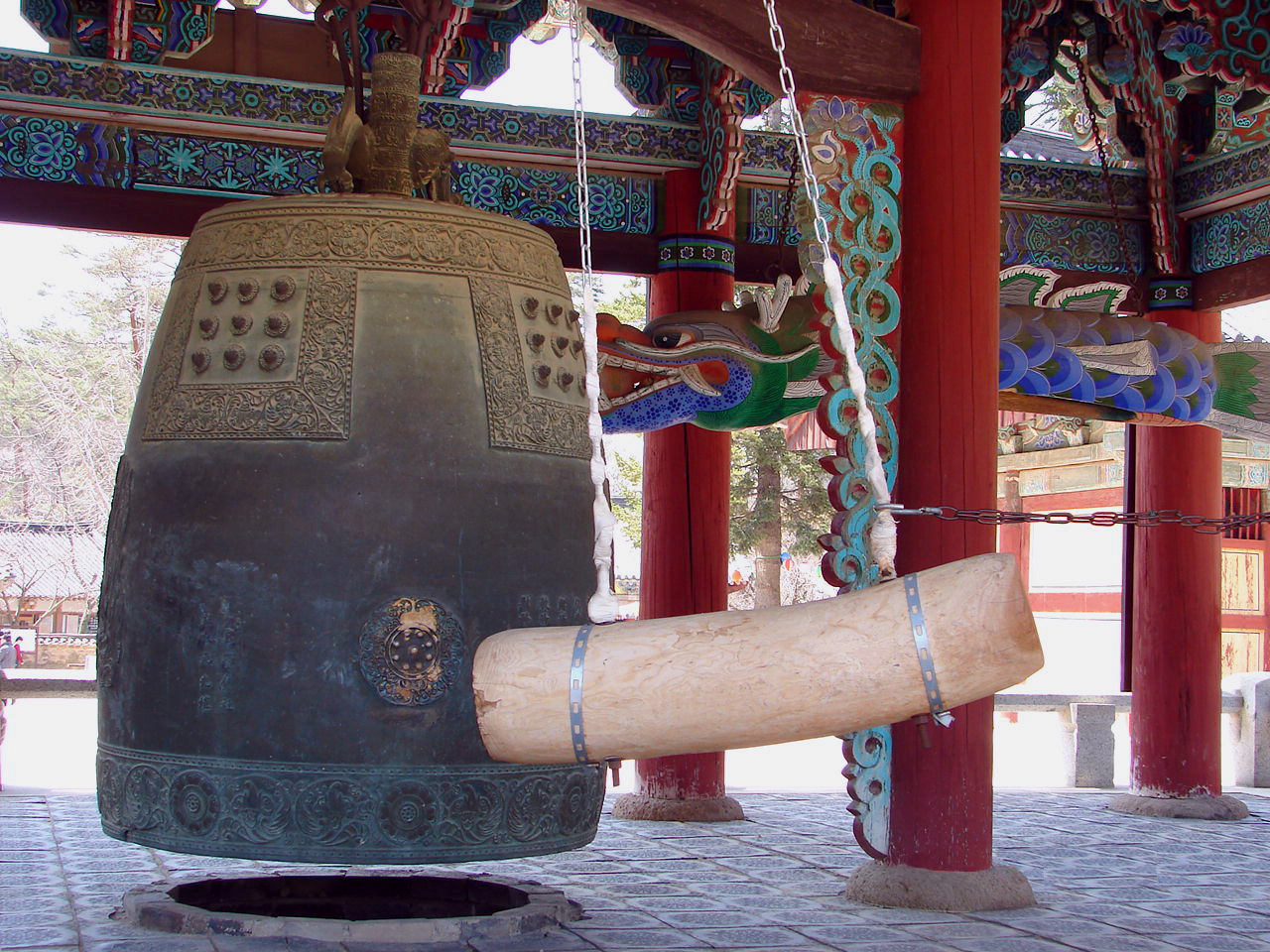
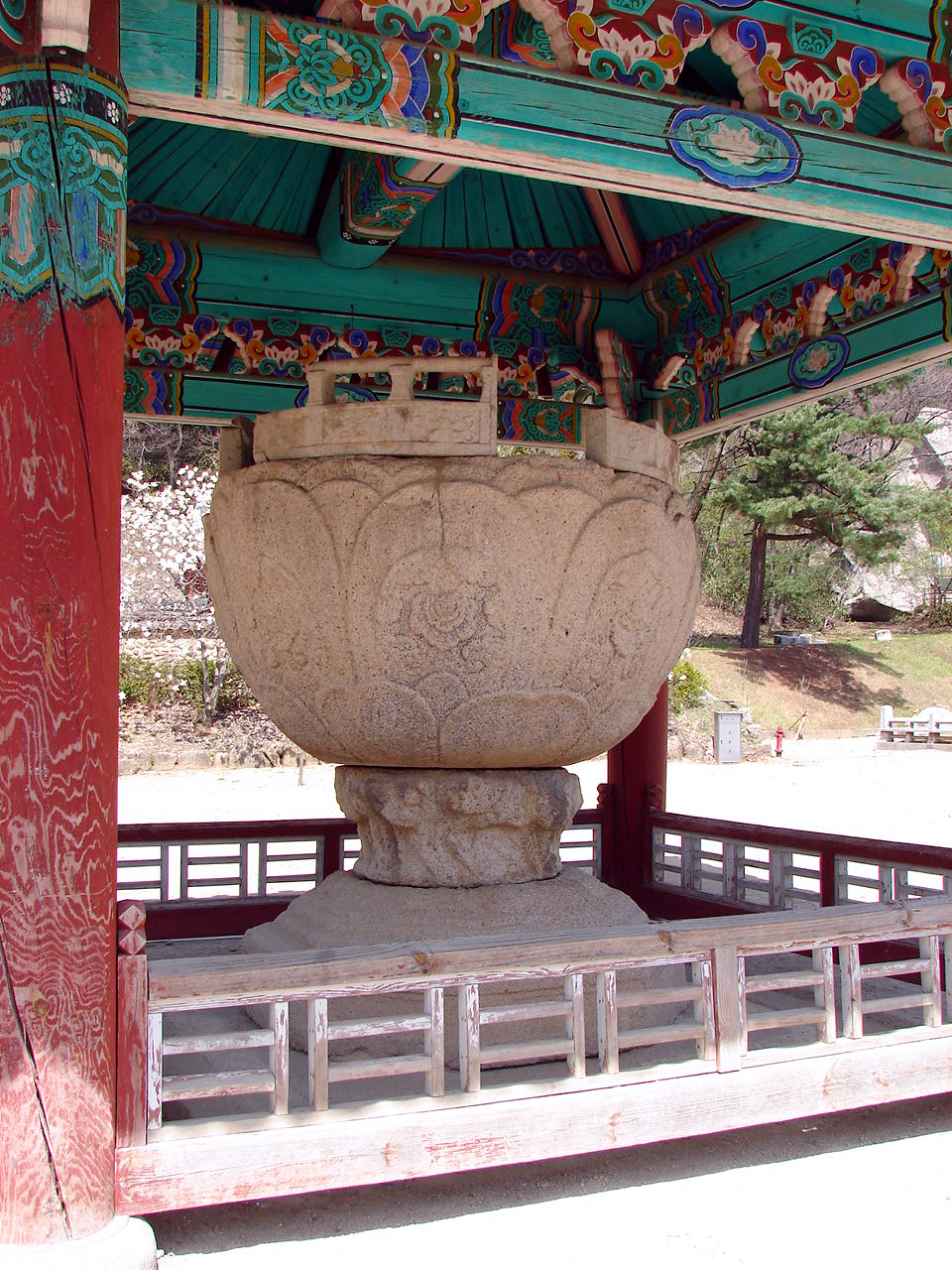
Zbiornik na wodę
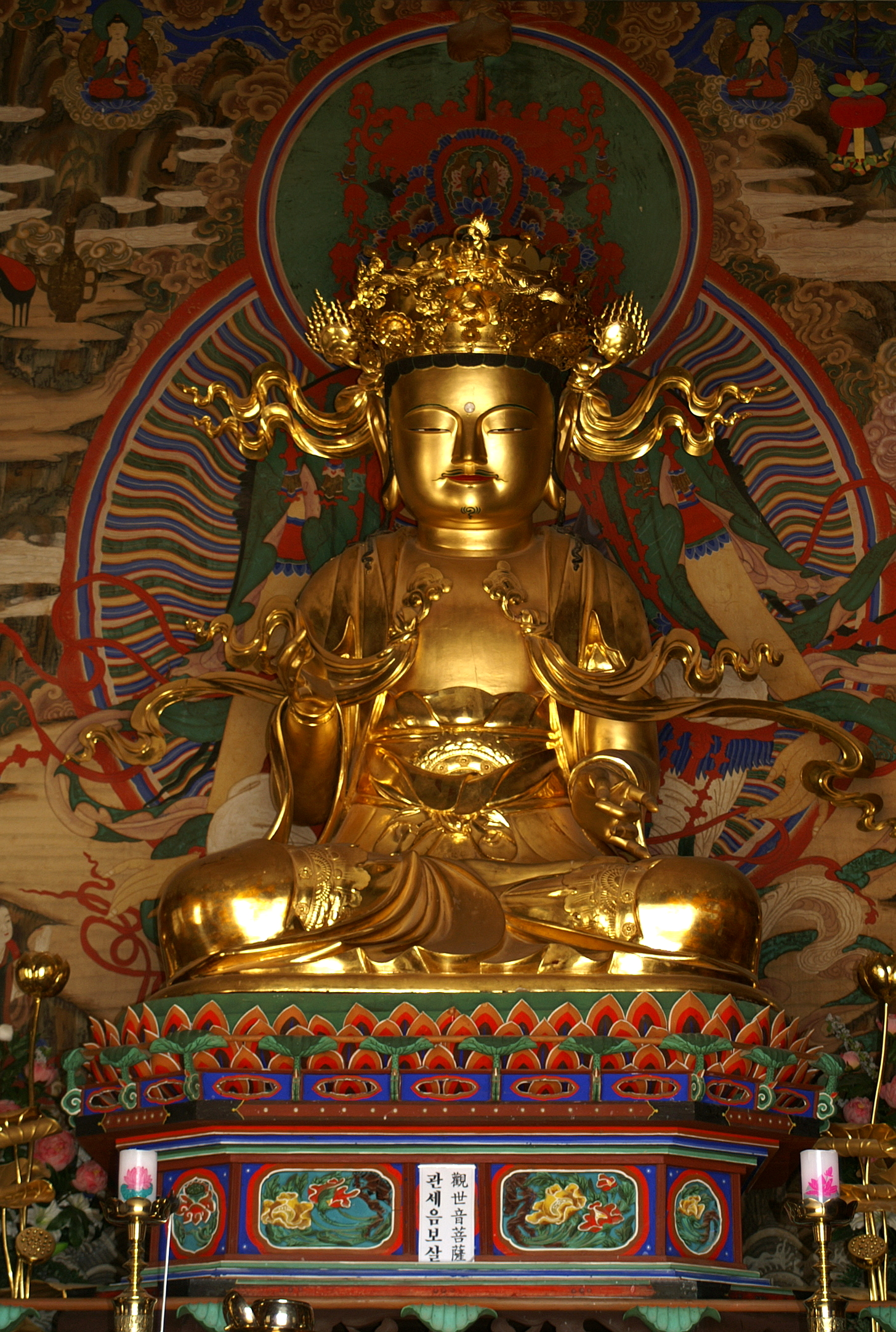
Awalokiteśwara
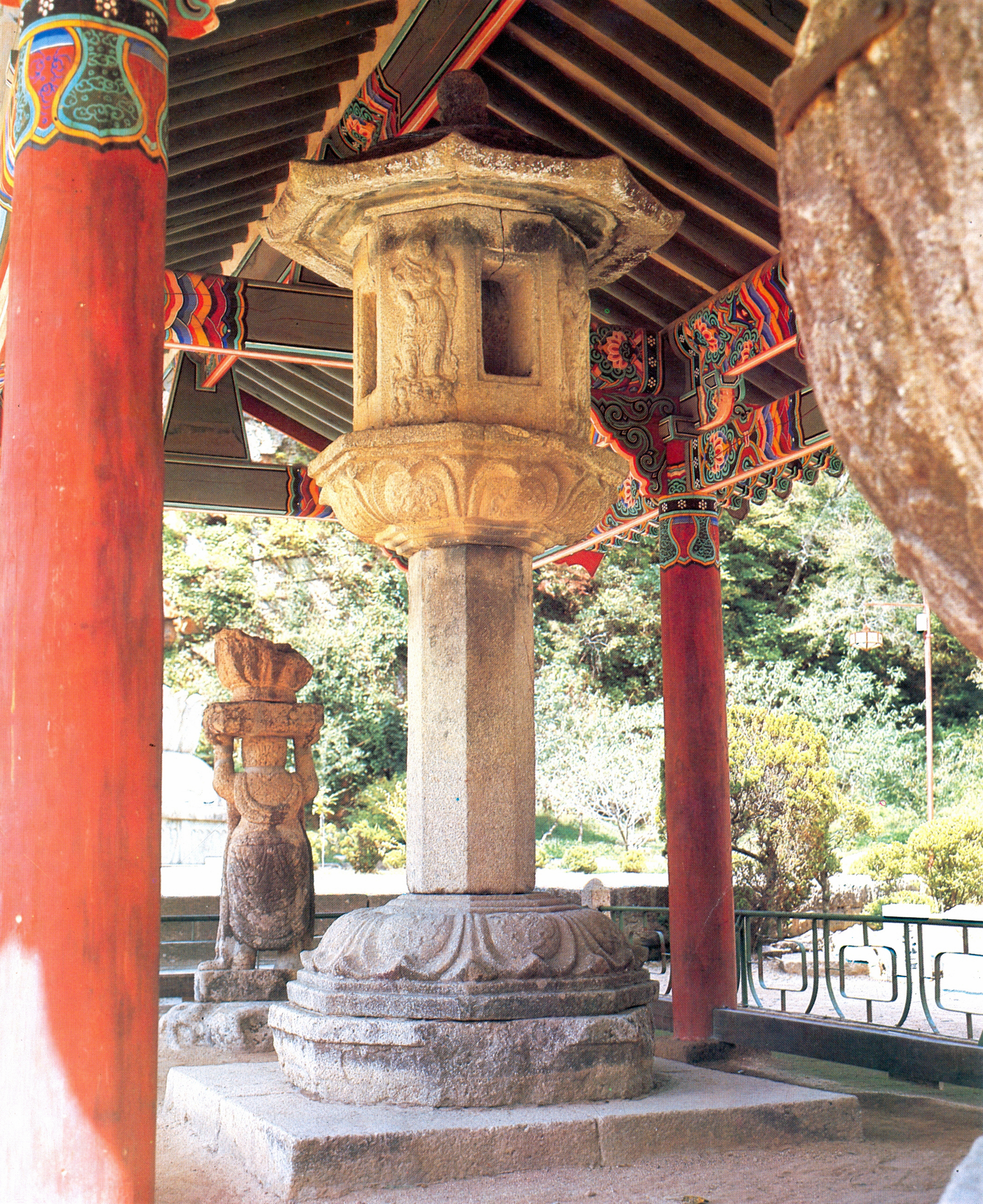
Kamienne latarnie